# Sent Prist dau Chauchèt
Sent Priéch (en francès Saint-Priest) és una comuna (municipi) de França, a la regió de la Nova Aquitània, departament de la Cruesa. La seva població al cens de 1999 era de 192 habitants. Està integrada a la Communauté de communes d'Évaux-les-Bains et de Chambon-sud-Voueize.

## Demografia
| 1968 | 1975 | 1982 | 1990 | 1999 |
| ---- | ---- | ---- | ---- | ---- |
| 351  | 311  | 258  | 230  | 192  |

## Administració
| Període   | Identitat            | Partit |
| --------- | -------------------- | ------ |
| 1919-1944 | Henri Paul Lenoble   |        |
| 1944-1965 | Jules Parry          |        |
| 1965-1988 | Xavier Fernand Parry |        |
| 1988-     | Albert Bondieu       |        |